# James P. Johnson
James Price Johnson (Nova Brunswick, 1 de fevereiro de 1894 — Jamaica, 17 de novembro de 1955) foi um pianista e compositor estadunidense, considerado o pai do stride piano e importante link entre o ragtime e o jazz piano.

## Biografia
James Johnson nasceu em 1 de Fevereiro de 1894 em New Brunswick, Nova Jersey, onde passou sua juventude,  estudou música clássica e ragtime, e tocou em casas esportivas, bares e festas particulares.
Com o passar dos anos foi considerado o melhor pianista da Costa Leste.
Em 1921 gravou “Carolina Shout”, um trabalho original considerado como a primeira gravação de solo de piano no jazz.
Nas décadas de 1920 e 1930 acompanhou grandes cantoras de blues, como Ida Cox, Bessie Smith e Ethel Waters.
Colaborou com o poeta Langston Hughes em uma composição chamada “De Organizer”, tocada pela primeira vez em 1940.
Em 1951 sofreu um acidente vascular cerebral paralisante que o impossibilitou de tocar.
Morreu em 1955 em Nova Iorque, aos 61 anos.